# Diga Furore
La diga Furore sul torrente Grancifone o fiume Burraito è un bacino artificiale, sito in territorio di Naro, in provincia di Agrigento, costruito fra il 1980 ed il 1992 e destinato alla raccolta delle acque provenienti dal fiume Burraito. La diga sbarra il corso del fiume a circa 9,3 km dal punto in cui esso confluisce nel fiume Naro, ed è situata in località Furore.
Le sue acque sono utilizzate prevalentemente per l'irrigazione delle campagne limitrofe. La diga si trova poco lontano dal villaggio La Loggia.
Al giorno d'oggi l'invaso non è completamente pieno ed è utilizzato prevalentemente come invaso di servizio della diga San Giovanni con la quale è collegato.